# エリン・マクガワン
エリン・マクガワン（Erin McGowan、1981年2月9日 - ）は、オーストラリア出身の女子プロボクサーである。

## 来歴
2007年4月28日、プロデビューし2回KOを収めた。
2008年5月4日、6戦目で空位のPABA女子パンアジアライト級王座に挑戦し、Kwanpirom Muangroi-edを1回KOで退けタイトル獲得。
6月15日、Christina Taiとパンアジアスーパーフェザー級王座を争い、7回TKOで勝利。パンアジア2階級制覇達成。
全勝のまま2010年10月9日、リンジー・スクラグとWBO女子世界ライト級初代王座を争い、判定で王座獲得。
2011年9月9日、モニカ・アコスタが持つWBC女子世界スーパーライト級王座に挑むが、0-2判定負け。この敗戦によりWBO王座も剥奪された。
2012年9月21日、ベルギーでデルフィーヌ・ペルスーンとIBF女子世界ライト級初代王座決定戦を争うが、7回TKO負け。

## 戦績
- 16戦14勝（7KO）2敗

## 獲得タイトル
- PABA女子ライト級
- PABA女子スーパーフェザー級
- WBO女子世界ライト級